# Leptotes catalina
Leptotes catalina är en fjärilsart som beskrevs av Fabricius 1793. Leptotes catalina ingår i släktet Leptotes och familjen juvelvingar. Inga underarter finns listade i Catalogue of Life.